# Bolívar Echeverría
 (novembre 2013).
Si vous disposez d'ouvrages ou d'articles de référence ou si vous connaissez des sites web de qualité traitant du thème abordé ici, merci de compléter l'article en donnant les références utiles à sa vérifiabilité et en les liant à la section « Notes et références ».
Pour les articles homonymes, voir Echeverria.
Bolívar Vinicio Echeverría Andrade, né à Riobamba (Équateur) le 31 janvier 1941 et mort à Mexico (Mexique) le 5 juin 2010, est un philosophe marxiste latino-américain d'origine équatorienne et de nationalité mexicaine.

## Biographie
En Équateur, où il passe les vingt premières années de sa vie, Bolívar étudie la philosophie et s'intéresse à la pensée existentialiste de Miguel de Unamuno. Il découvre également Jean-Paul Sartre et Martin Heidegger qui vont marquer durablement sa réflexion philosophique. 
En 1961, il reçoit une bourse pour pouvoir étudier en Allemagne, choix avant tout motivé par son intention d'assister aux cours donnés par Heidegger. Le jeune équatorien poursuit ses études de philosophie à l'Université libre de Berlin dans un contexte politique agité : le mouvement étudiant allemand forge une conscience politique mêlant théorie et pratique, à l'image des jeunes de la SDS comme Rudi Dutschke et Hans-Jürgen Krahl à la fois militants, agitateurs, orateurs et théoriciens marxistes. Bolívar se familiarise avec la pensée de Karl Marx et découvre la longue tradition du marxisme anti-dogmatique critique de Rosa Luxembourg, Georg Lukács, Ernst Bloch, Karl Korsch, Henri Lefebvre et l'école de Francfort. 
En 1968, il s'installe au Mexique où il termine sa licence de philosophie (1974) à la Universidad Nacional Autónoma de México (UNAM). Dans la même université, il réalise un master en économie (1991) puis un doctorat en philosophie (1995). 
Il fut professeur émérite de la faculté de Philosophie et de Lettres de la UNAM où il enseigna jusqu'à sa mort. Ses cours de 2012 proposaient, entre autres, une comparaison des esthétiques de Benjamin et Adorno. À partir de 1972, il fait partie du séminaire de lecture du Capital de Karl Marx organisé dans la Faculté d'Économie de la UNAM qui fut fondé en 1970 par l'exilé espagnol Ramón Ramírez. Le séminaire devint rapidement un haut lieu de débat et dialogue critique qui réunit les figures intellectuelles marxistes les plus importantes comme Adolfo Sánchez Vázquez. 
Selon Stefan Gandler, Adolfo Sánchez Vázquez et Bolívar Echeverría (professeurs de la Universidad Nacional Autónoma de México) sont deux des philosophes contemporains les plus intéressants et importants au niveau mondial.  Le philosophe équatorien a  développé des concepts clés de la théorie marxiste en les repensant à partir de l'histoire de l'Amérique latine : les catégories de baroque, de « blanchité » et de métissage sont articulées  à son analyse de la civilisation capitaliste. Il propose un développement inédit du concept de valeur d'usage et introduit la classification  des quatre ethos de la modernité capitaliste (réaliste, romantique, classique et baroque). L'ethos est l'attitude qui rend vivable le monde, cette "modernité réellement existante" pour reprendre une de ses formules. Bolívar Echeverría  apporte également un prolongement à l’étude de Max Weber sur les rapports entre éthique protestante et esprit du capitalisme en proposant l'idée de modernité alternative contre réformiste qu'il relie au projet des Jésuites dans l'Amérique latine coloniale.
En 2006, il reçoit le prix Libertador Simón Bolívar al Pensamiento Crítico organisé par le Ministerio del Poder Popular para la Cultura du Venezuela pour son livre  Vuelta de siglo.

## Publications
- El discurso crítico de Marx, México: Era, 1986.
- Circulación capitalista y reproducción de la riqueza social. Apunte crítico sobre los esquemas de K. Marx, México: UNAM / Quito: Nariz del diablo, 1994.
- Definición de la cultura, México: Itaca / UNAM, 2001.
- Las ilusiones de la modernidad, México: UNAM / El equilibrista, 1995.
- Valor de uso y utopía, México: Siglo XXI, 1998.
- (comp.), Modernidad, mestizaje cultural y ethos barroco, México: UNAM / El Equilibrista, 1994.
- Conversaciones sobre lo barroco, México: UNAM, 1993.
- La modernidad de lo barroco, México: Era, 1998.
- (comp.), La mirada del ángel. Sobre el concepto de la historia de Walter Benjamin, México: Era, 2005.
- Vuelta de siglo, México: Era, 2006.
- Modernidad y blanquitud, México: Era, 2010.
- El materialismo de Marx : discurso crítico y revolución, México: Itaca, 2013